# Michele Boldrin
Michele Boldrin (né le 20 août 1956 à Padoue) est un économiste et une personnalité italienne naturalisé américain, chef de file du mouvement et think tank Faire pour arrêter le déclin.
Pour les élections européennes de 2014, il est tête de liste de Choix européen dans l'Italie du Nord-Est.